# Папаханаумокуакеа
Национальный морской памятник Папаханаумокуакеа — национальный памятник США, представляющий собой группу небольших островов и атоллов, расположенных посреди Тихого океана и входящих в состав Северо-западных Гавайских островов. Является объектом Всемирного наследия и имеет международное значение как культурного, так и природного характера.
Заповедная территория была основана 15 июня 2006 года президентом США Джорджем Бушем-младшим и первоначально называлась так: Национальный морской памятник Северо-западных Гавайских островов. В 2007 году объекту дали новое имя — Папаханаумокуакеа, в честь богини-созидательницы Папаханаумоку и её супруга Уакеа. 30 июля 2010 года на 34-й сессии Комитета Всемирного наследия ЮНЕСКО Папаханаумокуакеа включён в список объектов Всемирного наследия.

## Описание
В Папаханаумокуакеа обитают 7000 видов животных, четверть из которых являются эндемичными. Среди видов животных, обитающих в заповеднике, бисса, находящегося под угрозой исчезновения зелёные морские черепахи и находящихся под угрозой исчезновения гавайский тюлень-монах, лайсанская вьюрковая цветочница и нихоанская вьюрковая цветочница, в нихоа лейсанская, лайсанская кряква, морские птицы, такие как темноспинный альбатрос, многочисленные виды растений, в том числе Pritchardia remota и много видов членистоногих. По данным Pew Charitable Trusts, популяции омаров восстановились после крупномасштабного отлова в 1980-х и 1990-х годах, который в настоящее время запрещён; отлов других видов морских животных ограничен.
Национальная служба морского рыболовства (NMFS) сообщает, что многие популяции видов ещё не полностью восстановились от крупномасштабного сдвига в океанической экосистеме, что сказалось на северной части Тихого океана в конце 1980-х и начале 1990-х годов. Этот сдвиг уменьшил популяции важных видов, таких как колючий лангуст, морские птицы и гавайский тюлень-монах. Коммерческое рыболовство запрещено в 2011 году. Памятник получил строгую охрану, за исключением традиционных видов деятельности гавайцев и ограниченного туризма.

## Территория и управление
Папаханаумокуакеа является 96-м объектом в списке национальных памятников США. Он находится под управлением Службы рыбных ресурсов и дикой природы (Fish and Wildlife Service — FWS) МВД США и Национального управления океанических и атмосферных исследований (National Oceanic and Atmospheric Administration — NOAA) Министерства торговли США. Штат Гавайи также участвует в исполнении административных функций.
Национальный памятник включает в себя рифы, атоллы, отмели и глубоководную акваторию общей площадью 360 000 км2 и превосходит по этому показателю все остальные национальные парки США вместе взятые. На Папаханаумокуакеа приходится приблизительно 10 % от всех тропических мелководных коралловых рифов на территории США. Таким образом, территория Папаханаумокуакеа сопоставима по площади с Германией и немного меньше штата Монтана.
Большая часть территории национального памятника (340 000 км2) входила в состав Заповедника экосистемы кораллового рифа Северо-западных Гавайских островов, который был учреждён в 2000 году. Помимо этого, в структуру Папаханаумокуакеа вошли Национальный заповедник дикой природы атолла Мидуэй (2 392 км2) и Национальный мемориал в память битвы за Мидуэй, Заказник морских птиц атолла Куре, Государственный морской заповедник Северо-западных Гавайских островов и Национальный заповедник дикой природы Гавайских островов. Последний находится (как и до образования национального памятника) под управлением FWS, тогда как океаническая часть управляется преимущественно NOAA.
Все острова Национального морского памятника Папаханаумокуакеа входят в состав штата Гавайи, за исключением атолла Мидуэй, который является неинкорпорированной территорией США.

## История территории

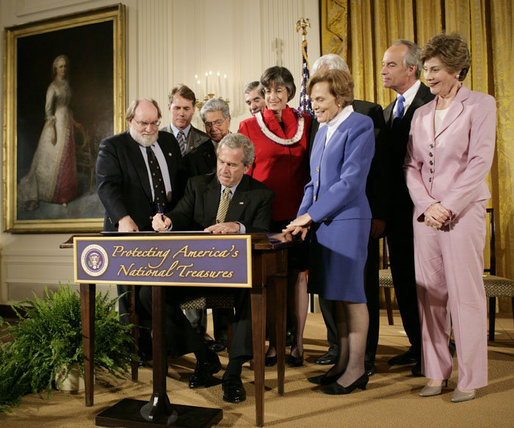
Джордж Буш-мл. подписывает прокламацию об образовании национального памятника.

Становление Северо-западных Гавайских островов в качестве охраняемой территории началось после того, как 3 февраля 1909 года президент Теодор Рузвельт подписал Приказ 1019 об основании Заповедника Гавайских островов, признавая таким образом значение территории как места гнездования морских птиц. В 1940 году президент Франклин Рузвельт повысил статус объекта, преобразованного в Национальный заповедник дикой природы Гавайских островов. Далее были предприняты и другие охранительные меры, которые привели к образованию Национального заповедника дикой природы атолла Мидуэй в 1988 году и Государственного заказника дикой природы атолла Куре в 1993 году.
4 декабря 2000 года президент Билл Клинтон подписал Приказ 13178 о создании Заповедника экосистемы коралловых рифов Северо-западных Гавайских островов. В 2002 году стартовали публичные слушания по поводу включения вод заповедника в реестр Национальной системы охраняемых морских территорий. В 2005 году губернатор Гавайев Линда Лингл объявила о придании акватории статуса морского заповедника.
В апреле 2006 года Жан-Мишель Кусто (сын Жака-Ива Кусто) представил в Белом доме чете Буш документальный фильм Путешествие на Куре. Впечатлённый отображением жизни дикой природы региона, Джордж Буш-младший включился в инициативу по сохранению этих территорий. 15 июня он подписывает Прокламацию 8031, на основе которой учреждался Национальный морской памятник Северо-Западных Гавайских островов.
27 февраля 2007 года президент Буш внёс поправки в документ, согласно которым национальному памятнику давалось гавайское название Папаханаумокуакеа. 1 марта первая леди Лора Буш посетила атолл Мидуэй, а 2 марта прибыла на церемонию, посвящённую процессу переименования, которая состоялась в Гонолулу.
15 мая 2007 года президент Буш объявил о намерении придать национальному памятнику статус Особо уязвимого морского района, что «предупреждало бы мореплавателей о необходимости проявления осторожности в экологически важной и чувствительной зоне, в которую они заплывают». 4 апреля 2008 года Комитет охраны морской природы Международной морской организации придал Папаханаумокуакеа такой статус.
В августе 2016 года президент Барак Обама расширил территорию памятника примерно в четыре раза, что сделало её крупнейшим в мире морским заповедником.

## Статус объекта Всемирного наследия
30 января 2008 года Министерство внутренних дел США включило Национальный морской памятник Папаханаумокуакеа в предварительный список из 14 объектов, предложенных в качестве кандидатов в список Всемирного наследия ЮНЕСКО. В ноябре того же года Федеральная межведомственная группа утвердила данный объект в качестве кандидата от США.
Национальный памятник был представлен как объект смешанного типа. В пользу природной значимости объекта выступил Международный союз охраны природы, а культурного значения — Международный совет по сохранению памятников и достопримечательных мест.

Для коренных гавайцев этот объект имеет космологическое значение как воплощение концепции родства между человеком и миром природы, колыбели жизни и пристанища человеческих душ после смерти. На двух островах Нихоа и Макуманамана найдены археологические свидетельства проживания людей, занимавшихся там земледелием ещё до прихода европейцев. Здесь также находятся районы обитания пелагических и глубоководных организмов, отличающиеся разнообразным рельефом: здесь есть подводные горы и подводные банки, обширные коралловые рифы и лагуны. Это — крупнейший в мире охраняемый морской заповедник.
— UNESCO/ERI
В июле 2010 года объект был включён в список Всемирного наследия.

## Продолжение исследований

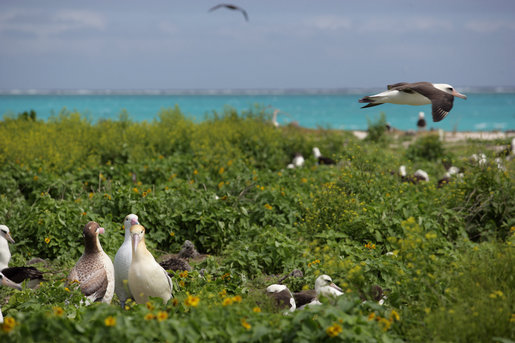
Альбатросы на территории национального памятника.

Федеральные власти продолжают прилагать усилия к исследованию морских ресурсов национального памятника. В 2010 году состоялась экспедиция на атолл Куре, в ходе которой учёные обследовали прилегающую акваторию на глубине до 76 метров. Были открыты новые виды кораллов и других животных. Организацией выставки по многообразию кораллов данного региона занимается Океанариум Вайкики.